# 積丹郡
積丹郡（日语：／ Shakotan gun */?）為日本北海道後志綜合振興局的郡，位於後志綜合振興局西北的積丹半島最北端。郡名源自阿伊努語的「sak-kotan」，意思是夏天的村落。

## 轄區
轄區包含1町：
- 積丹町

## 沿革

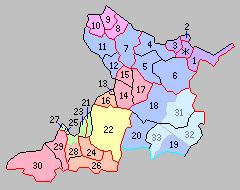
北海道一・二級町村制施行時積丹郡下辖町村（9.入舸村 10.余別村 桃：積丹町）

- 1869年8月15日：北海道設置11國86郡，後志國積丹郡成立。
- 1897年11月：北海道實施支廳制，此時石狩郡下轄入舸村、野塚村、日司村、出岬村、余別村、來岸村、神岬村、西河村。[1]（8村）
- 1906年4月1日：余別村（余別村、來岸村、神岬村、西河村合併而成）和入舸村（入舸村、野塚村、日司村、出岬村合併而成）成為北海道二級村。（2村）
- 1924年4月1日：余別村成為北海道一級村。
- 1943年6月1日：北海道一級二級町村制廢止，入舸村改為內務省指定村。
- 1946年10月5日：指定町村制廢止。
- 1956年9月30日：余別村、入舸村和美國郡美國町合併為積丹町。（1町）